# 铃木反应
鈴木反应（日语：鈴木反応），也称作鈴木偶联反应（日语：鈴木カップリング）、鈴木－宮浦反应（日语：鈴木・宮浦反応），是一个有机偶联反应，是在钯配合物催化下，芳基或烯基的硼酸或硼酸酯与氯、溴、碘代芳烃或烯烃发生交叉偶联。
该反应由鈴木章（日语：／ Suzuki Akira）在1979年首先报道，在有机合成中的用途很广，具有很强的底物适应性及官能团耐受性，常用于合成多烯烃、苯乙烯和联苯的衍生物，从而应用于众多天然产物、有机材料的合成中。鈴木章也憑藉此貢獻與理查德·赫克、根岸英一共同獲得2010年诺贝尔化学奖。
2018年，鈴木反应被成功地转移到异相体系中进行。

## 概述
鈴木反应对官能团的耐受性非常好，反应物可以带着-CHO、-COCH3、-COOC2H5、-OCH3、-CN、-NO2、-F等官能团进行反应而不受影响。反应有选择性，不同卤素、以及不同位置的相同卤素进行反应的活性可能有差别，三氟甲磺酸酯、重氮盐、碘鎓盐或芳基锍盐和芳基硼酸也可以进行反应，活性顺序如下：
另一个广泛应用的底物是芳基硼酸，由芳基锂或格氏试剂与烷基硼酸酯反应制备（见宮浦硼酸化反应，宮浦反应）。这些化合物对空气和水蒸气比较稳定，容易储存。鈴木反应靠一个四配位的钯催化剂催化，广泛使用的催化剂为Pd(PPh3)4(0)与PdCl2(dppf)，其他的配体还有：AsPh3、n-Bu3P、(MeO)3P，以及双齿配体Ph2P(CH2)2PPh2(dppe)、Ph2P(CH2)3PPh2(dppp)等。 （以上的所有Pd配体都是厌氧的，因此反应必须在氮气，氩气等惰性气体下反应）。
鈴木反应中的碱也有很多选择，最常用的是碳酸钠、碳酸铯、醋酸钾、磷酸钾等。 碱金属碳酸盐中，活性顺序为：
而且，加入氟离子（F−）会与芳基硼酸形成氟硼酸盐负离子，可以促进硼酸盐中间体与钯中心的反应。 因此，氟化四丁基铵、氟化铯、氟化钾等化合物都会使反应速率加快，甚至可以代替反应中使用的碱。

## 机理
反应机理见下图。首先卤代烃2与零价钯进行氧化加成，与碱作用生成强亲电性的有机钯中间体4。同时芳基硼酸与碱作用生成酸根型配合物四价硼酸盐中间体6，具亲核性，与4作用生成8。最后8经还原消除，得到目标产物9以及催化剂1。
氧化加成一步，用乙烯基卤反应时生成构型保持的产物，但用烯丙基和苄基卤反应则生成构型翻转的产物。这一步首先生成的是顺式的钯配合物，而后立即转变为反式的异构体。
还原消除得到的是构型保持的产物。

## 讨论
对于一些SP3杂化的烷基硼或者硼酸化合物，同样可以发生反应称为硼-烷基铃木－宫浦交叉耦联反应。 与鈴木偶联相比它有若干缺点:1.反应进程慢；2.自身耦联副产物较多；3.和磷配体耦联的副产物多；4.可能会造成手性消旋或者羟醛缩和反应。

## 展望
铃木－宫浦交叉耦联在有机合成当中的最新应用已经被Kotha和同事归纳。当SPhos（一種有机膦配体）参与反應，其催化剂的用量聲稱可以降低至0.001 mol%。